# Mount Magnet
Mount Magnet är en ort i Australien. Den ligger i kommunen Mount Magnet och delstaten Western Australia, omkring 470 kilometer nordost om delstatshuvudstaden Perth. Antalet invånare är 457.
Trakten runt Mount Magnet är nära nog obefolkad, med mindre än två invånare per kvadratkilometer.. 
Omgivningarna runt Mount Magnet är i huvudsak ett öppet busklandskap. Genomsnittlig årsnederbörd är 310 millimeter. Den regnigaste månaden är juni, med i genomsnitt 51 mm nederbörd, och den torraste är oktober, med 8 mm nederbörd.